# Buethwiller
Buethwiller (en alsacià Büethwiller) és un municipi francès, situat a la regió del Gran Est, al departament de l'Alt Rin. L'any 2006 tenia 273 habitants. Limita amb els municipis de Falkwiller, Balschwiller, Eglingen, Hagenbach, Gommersdorf, Wolfersdorf, Traubach-le-Bas i Traubach-le-Haut.

## Demografia
| 1962 | 1968 | 1975 | 1982 | 1990 | 1999 |
| ---- | ---- | ---- | ---- | ---- | ---- |
| 174  | 184  | 201  | 218  | 199  | 224  |

## Administració
| Període   | Identitat     | Partit |
| --------- | ------------- | ------ |
| 2001-2008 | Gérard Bilger |        |
| 2008-     | André Antz    |        |